# Naturdenkmal K 7-Aufschluss an der Helle
Das Naturdenkmal K 7-Aufschluss an der Helle mit einer Größe von 0,07 ha liegt am Südrand der Kuppe des Berges Helle nordwestlich von Züschen im Stadtgebiet von Winterberg. Das Gebiet wurde 2008 mit dem Landschaftsplan Winterberg durch den Hochsauerlandkreis als Naturdenkmal (ND) ausgewiesen. 
Der ehemalige Steinbruch schließt 390 Mio. Jahre alte Gesteine aus dem Devon auf. Erkennbar sind die Ablagerungen mehrerer Vulkanausbrüche. Der Züschener Quarzkeratophyrtuff mit einer Mächtigkeit von 2,7 m, kurz als K7-Horizont bezeichnet, und die umgebenden Tonschiefer sind reich an Fossilien, darunter Korallen, Krinoiden (Seelilien), Trilobiten (Dreilappkrebse), Brachiopoden (Armfüßer), Muscheln und seltener Schnecken. Die Funde werden in Borgs Scheune präsentiert. Die Örtlichkeit wurde wegen der Beispielhaftigkeit als Typlokalität für die gesamten K7-Horizonte eingestuft. Darüber liegt eine 0,3 bis 0,5 m starke Tuffitschicht. Beim Tuffit handelt es sich um umgelagerten Tuff, welcher vom devonzeitlichen dortigen Meer umgelagert wurde.